# Comuna de Manaus
A Comuna de Manaus foi um movimento tenentista ocorrido no Amazonas no ano de 1924.
O Tenentismo surgiu no Rio de Janeiro com a Revolta dos 18 do Forte de Copacabana e ocorreu em São Paulo com a Revolta Paulista de 1924, no Pará, entre outros locais.
Deflagrada a 23 de julho de 1924, a rebelião dos militares de Manaus situa-se dentro de um quadro geral dos movimentos liderados por militares tenentes que naquele momento formularam críticas ao poder estabelecido, atingindo-o na esfera jurídico-política. Militares que procuraram demonstrar o abuso do poder, por parte dos oligarcas que estavam controlando o governo cujo domínio se contestava.
A Rebelião iniciada na capital do Amazonas, logo se estendeu à região de Óbidos, no Pará, local em que se concentraram as operações militares, dada a posição estratégica da cidade e do seu forte. O alvo dessa expansão militar era Belém do Pará, onde as guarnições buscavam unir-se, mas, devido aos imprevistos, os rebeldes ficaram restritos à região de Óbidos, controlando a passagem pelo Rio Amazonas e o governo da capital Manaus até o dia  28 de agosto de 1924, quando ocorre a repressão do movimento, através das forças federais.
Na década de 1920, há uma crise no preço da borracha devido a uma queda no mercado internacional. Isso gera problemas sócio-econômicos em todo o Estado, o que provocou divergências entre grupos e facções. Os jornais "O Tempo", "Gazeta da Tarde", "O Amazonas", "A Imprensa", "Jornal do Povo", dentre outros, noticiaram tais conflitos.
A situação era caótica no Amazonas, resultado da prolongada crise dos preços da borracha e dos efeitos da Primeira Guerra Mundial, entretanto, para as facções em disputa, havia críticas, acusações de corrupção administrativa. O governo estadual, para sanar a crise, busca auxílio ao federal, porém só conseguia empréstimos nos momentos de maior estado crítico, mas que resultavam em grandes endividamentos. Ao assumir o mandato de 1921-1924, César do Rego Monteiro, que fora empossado pelo presidente Epitácio Pessoa após o boicote nas eleições (Rego Monteiro havia perdido nas urnas). Ao assumir, o PRA (Partido Republicano Amazonense) e a Assembleia Legislativa entram em conflito. Além de o Amazonas ser pouco considerado pelo poder central, gerando grandes críticas do novo governador. A eleição e a posse de Rego Monteiro ocorreram com agitação popular. Sua posse assim é descrita pelo jornal "A Liberdade", no dia 5 de outubro de 1921.
| “ | … Manaus era uma praça de Guerra desde o Palácio da Justiça, onde estava reunido superior tribunal de Justiça, até o Palácio Rio Negro, estendiam-se em alas as forças federais para garantir a investidura de César do Rego Monteiro no governo do Estado. | ” |

Devido a essas crises, há fome e tentativas de levantes em busca de alimentos, nas propriedades. A família de Rego Monteiro consolidava-se no poder e o povo ficava sempre a mercê  dos chefes políticos. Aproximavam-se novas eleições e haviam divergências bem concretas em relação ao possível sucessor, senador Aristides Rocha.
Acrescentando-se à gravidade da situação política no Estado Amazonense, existia o fato da baixa cotação da borracha, que coincidem, neste período. Isso induz a uma nova tomada de posição, ou seja, essa ambiência determinou, a nível estadual, a própria rebelião e o governo revolucionário dos militares que, transferidos, se encontravam em Manaus naquele momento (foram transferidos de outros Estados por estarem implicados em movimentos de rebeldia contra o poder). Eles eram vistos como "indesejáveis" pelos militares. Nessa conjuntura, surge a notícia da Revolta Paulista de 1924. A simpatia era notória pela população de Manaus e de Belém.

## O Levante de 23 de julho
Essa situação provocou uma atitude decisiva. Os militares da Guarnição de Manaus, que estavam se preparando para um levante, decidem iniciá-lo no dia 23 de julho. Na capital do Amazonas, os militares, com essa iniciativa, estavam aderindo aos propósitos dos rebeldes de São Paulo. Houve, desde o início de julho, boatos, sobre o possível Levante. Artur Bernardes transmitiu estas informações ao governador em exercício, Turiano Meira (Rego Monteiro estava na Europa), contudo, nada foi feito. Os rebeldes, numa operação militar rápida, conseguiram dominar a situação, pois a força policial não dispunha de pessoal suficiente para resistir e contra-atacar. Os rebeldes realizam prisões de autoridades e de pessoas ligadas ao grupo de Rego Monteiro. Eis um relato sobre o corrido:
| “ | Uma força do 27º Batalhão, descia a Avenida Eduardo Ribeiro, conduzindo a artilharia. Os soldados marchavam na melhor ordem, em forma, como se fossem realizar uma parada. Mas o carro de guerra que puxavam despertou a inquietação em toda a gente que observava o desfilar da tropa. Dez minutos depois, ouvia-se o ruído da fuzilaria e alguns disparos de canhão, em rumo ao quartel da polícia. A população de Manaus ficou sobressaltada, tomada de um grande pânico. Todas as portas se fecham. O tiroteio não demora senão uma hora. Sabe-se então que aquela unidade do nosso exército comandada pelo capitão José Carlos Debois, revolta-se, depondo as autoridades constituídas do Estado. Turiano Meira, que substituía Rego Monteiro, em viagem para a Europa, retira-se pelos fundos do Palácio Rio Negro, visto que este fora atacado de surpresa, pela frente. O lº Tenente Alfredo Augusto Ribeiro Junior, faz a ocupação efetiva do prédio que era a sede governamental. No quartel de polícia, o coronel Pedro José de Souza, não desmentindo a sua lealdade de velho soldado, resiste ao ataque, até ser gravemente ferido. É ocupada também aquela posição. Estava a revolta triunfante. | ” |

Os militares isolam Manaus do resto do Brasil por mais de um mês, pois tomam as estações de Telégrafos e Telefônicas, além de se apropriarem do vapor "Bahia", que estava ancorado em Manaus. Eles possuíam críticas aos poderes constituídos da República brasileira, que estava afastada dos ideais democráticos. Viam-se como "legítimos mandatários do povo", assim como os revoltosos de São Paulo. O governador, em caráter militar, era o primeiro tenente Alfredo A. Ribeiro Junior. Eis um trecho do seu discurso, o qual fala dos objetivos da revolta,  publicado no Jornal do Povo, na sua primeira edição, no dia 24 de julho:
| “ | O nosso objetivo é, exclusivamente, cooperar nessa gigantesca e sacrossanta cruzada de beneficiamento para o país e de liberdade para o povo… Este formoso e exuberante elemento da Federação Brasileira não podia, assim, escapar à ação destruidora desses enodoadores e vendilhões da Pátria… E o meu governo, originário dessa peleja, ardorosa e pertinaz, que se encadeia pelo território brasileiro, com um turbilhão de energias combativas que despertam não poderá senão ser um reflexo seguro desse mesmo ardor que na memorável noite do dia 24 de julho (SIC), nos animou, nos rapidíssimos lances de uma pequenina refrega. | ” |

Estava, assim, instituída a Comuna (prefeitura) de Manaus.

## A comuna de Manaus
Tentam avançar para a cidade de Óbidos, a 780 km de Belém e 500 Km de Manaus. Com dois fortes, estando em uma ótima posição estratégica, ficava na parte mais estreita do Rio Amazonas. Era o dia 26 de julho, Conseguem apoio do forte local, tentam seguir para o Maranhão, Pará e Piauí, mas não conseguem. As decisões eram tomadas pelos militares, e os civis ocupavam cargos burocráticos, apenas para executar as ordens dos líderes do levante. Os revoltosos viam os governantes como "maldosos", como "traidores passivos da nação", semeadores da Ilegalidade, do descrédito, do pauperismo, da degradação e da desonra. Para isso, havia a necessidade de uma moralização da política. As medidas adotadas dão a Ribeiro Junior grande popularidade. Eis algumas delas:
- Tributo da Redenção – para reaver o dinheiro retirado do Tesouro, o governo realiza confiscos bancários, leilões de bens móveis, faz cobranças de impostos atrasados a empresas inglesas;
- Criam impostos mais altos para os ricos.

Tudo o que foi expropriado foi deixado sob a administração da Comuna de Manaus. Os tenentes se transformam em heróis para a população manauense, que os apoiam desde o início da revolta. Contando com esse apoio, Ribeiro Junior permaneceu no poder até o dia 28 de agosto, quando chegaram a Óbidos e Manaus as tropas do Destacamento do Norte, comandadas pelo general João de Deus M. Barreto. As "rebeliões do norte", como era chamado o levante no Amazonas, foram reprimidas após as tropas legalistas terem atacado e vencido São Paulo e Sergipe.
Chegou a Belém no dia 11 de agosto e iniciam a operação. Destituem o governo em Óbidos, no forte, no dia 26 de agosto, e, dois dias depois, chega a Manaus. Ribeiro Junior e seus companheiros militares são presos. Ribeiro Junior foi condenado a 1 ano e quatro meses de prisão. Não há resistência, pois não queria que houvesse mortes, chacinas. Eis o relato do Jornal A liberdade sobre a prisão do líder da Comuna de Manaus:
| “ | O povo compareceu à frente do Palácio Rio Negro, a fim de levar ao tenente Ribeiro Junior, a sua solidariedade. Elementos civis expressavam-se prestando homenagens. Falaram Paulinho de Brito, Francisco Pereira e Otelo Marignier. Também a mulher amazonense se fez representar e operariado urbano. | ” |

Num primeiro momento, essa rebelião pode ser interpretada como uma proposta de moralização político-administrativa. E no próprio envolvimento de civis e militares (diferentes de todos os outros levantes ocorridos no mesmo ano, em que só os militares participaram), vê-se o paradoxo, em alguns momentos, do movimento rebelde: militares contestando o poder civil estabelecido, buscando uma moralização e encontrava apoio nos setores do funcionalismo público e nos setores ligados ao comércio e a população local. A popularidade perante a Comuna vem daí, durante todo o governo, pois atende aos interesses desses setores socais, os quais se diziam injustiçados. Esse levante foi um dos poucos a ter êxito, tomam a capital do Amazonas, tenta expandir-se às regiões vizinhas. Todos os outros (São Paulo, Sergipe, Mato Grosso, Pará, Piauí) não dão grandes resultados e são, rapidamente, vencidos pelas tropas legalistas.
Apenas em Manaus, no Amazonas, os rebeldes que assumiram o poder em julho de 1924, nele permanecendo por mais de um mês, chegaram a proclamar e pôr em prática algumas medidas de caráter social e nacionalista.
Posteriormente foi apresentado uma justificativa de um projeto de intervenção federal pelo senador Aristides Rocha, com base no fato de estar o Amazonas em estado de anormalidade, sem os poderes Executivo e Legislativo. Esse projeto teve aceitação da sociedade amazonense, principalmente dos grupos beneficiados pela queda dos Rego Monteiro, nomeando-se como interventor o mineiro Alfredo Sá, pacificando ao menos temporariamente a política local e dando lugar a um novo arranjo de forças entre os oligarcas.